# Jarryd Hughes
Jarryd Hughes (n. 21 mai 1995, Sydney, Noul Wales de Sud, Australia) este un sportiv ce a reprezentat Australia, medaliat olimpic. A participat la 2 ediții ale Jocurilor Olimpice (2014, 2018) în care a câștigat o medalie de argint.